# Sophie Bichon
Sophie Bichon (* 1995 in Augsburg) ist eine deutsche Autorin und Aktivistin. Mit ihrem Schaffen setzt sie sich besonders für die queere Community ein.

## Leben
Sophie Bichon wuchs in Schwaben auf und studierte an der Universität Augsburg Germanistik und Kunstgeschichte. Seit ihrem Abschluss veröffentlicht sie Romane und Lyrik im Heyne Verlag.
2020 erschien ihr Debütroman Wir sind das Feuer, der erste Teil der Redstone Dilogie. Mit dem Folgeband Wir sind der Sturm schaffte Bichon den Sprung auf die Spiegel-Bestsellerliste. Im Zentrum ihrer Werke steht immer die Liebe, insbesondere queere Liebesgeschichten und solche abseits der gesellschaftlichen Norm.
Im Jahr 2022 stand Sophie Bichon mit Und wir tanzen über den Flüssen, einer polyamoren Liebesgeschichte, auf der Shortlist des DELIA Literaturpreises. „Sprachgewaltig, wild und voller Leidenschaft präsentiert sich in diesem Roman die Liebe in ihrer kompliziertesten – und einfachsten – Form“, hieß es von Seiten der Jury.
Inzwischen lebt und arbeitet die Autorin in Hamburg und setzt sich auch abseits des Schreibens für queer-feministische Themen ein.

## Werke

### Redstone
- Wir sind das Feuer. Heyne, München 2020, ISBN 978-3-453-42384-8

- Wir sind der Sturm. Heyne, München 2020, ISBN 978-3-453-42387-9

### Love is Love
- Und ich leuchte mit den Wolken. Heyne, München 2021, ISBN 978-3-453-42530-9

- Und du fliegst durch die Nächte. Heyne, München 2021, ISBN 978-3-453-42531-6

- Und wir tanzen über den Flüssen. Heyne, München 2021, ISBN 978-3-453-42532-3

### Himmelsschwestern
- Wenn die Sterne fallen. Heyne, München 2022, ISBN  978-3-453-42573-6
- Wenn die Sonne glüht. Heyne, München 2023, ISBN  978-3-453-42574-3

### Lyrik
- Denn wir sind aus Sternenstaub gemacht. Heyne, München 2022, ISBN 978-3-453-42621-4